# Abraham Perrenot

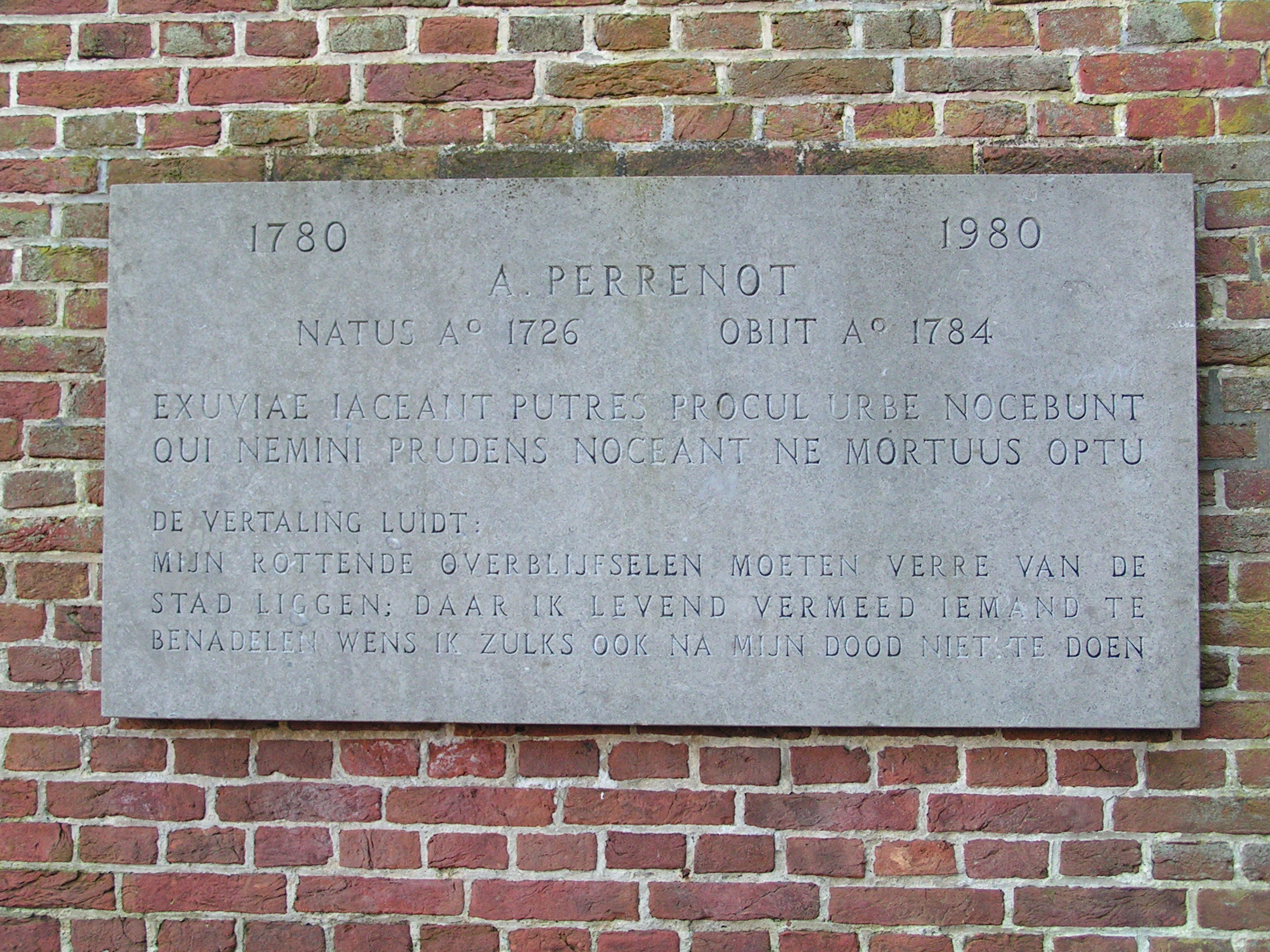
Gedenksteen op begraafplaats Ter Navolging

Abraham Perrenot (Neuchâtel, 1726 - Den Haag, 10 juli 1784) was een Zwitsers-Nederlands rechtsgeleerde en politicus. Hij studeerde rechten in Utrecht en bleef daarna in de Republiek der Zeven Verenigde Nederlanden.

## Biografie
Perrenot promoveerde in november 1748 op het proefschrift Over het verbod in de stad en in de kerken te begraven. Hij was dan ook in 1780 de oprichter van de eerste buitenstadse begraafplaats Ter Navolging in de duinen tussen Den Haag en Scheveningen.
Voor stadhouder Willem IV was hij rentmeester van diens domeinen in Culemborg, waar hij ook burgemeester en schepen was. Onder stadhouder Willem V werd hij ordinaris raad- en rekenmeester van de domeinen. Hij vestigde zich in de Nobelstraat, in het centrum van Den Haag. Hij werd ook aangesteld als onderwijzer voor de kinderen van de prins, onder wie dus de latere koning Willem I. Hij was nog rentmeester op 20 juni 1758, dus na het overlijden van Willem IV.
In 1778 trouwde de Culemborgse burgemeester en weduwnaar Perrenot met de ruim twintig jaar jongere Anna Cornelia Mollerus (1749-1821). Ze woonden later in Den Haag en waren bevriend met onder anderen de filosoof Frans Hemsterhuis. Na zijn overlijden hertrouwde Anna Mollerus in september 1785 met Johan Meerman.

### Bedenkingen
In 1777 werd anoniem het boekje Bedenkingen over het straffen van zekere schandelijke misdaad gepubliceerd. In het boekje, waarvan algemeen wordt geaccepteerd dat het door Perrenot geschreven is, wordt tegen de doodstraf voor homoseksuelen gepleit. Dit was het eerste (schriftelijke) pleidooi tegen de doodstraf op sodomie in de Republiek. Het voornaamste argument was niet zozeer gestoeld op morele overtuigingen, maar op praktische overwegingen: de auteur bepleitte dat de doodstraf ineffectief was, en andere (preventieve) maatregelen gepaster waren. Als antwoord hierop werd datzelfde jaar eveneens anoniem het boekje Nadere bedenkingen over het straffen van zekere schandelijke misdaad uitgegeven, waarin vóór de doodstraf voor homoseksuelen wordt gepleit.

## Geschriften
Na zijn promotie schreef hij onder meer de volgende werken:
- 1776: Vaderlijke magt der Romeinen
- 1779: Considérations sur l'Etude de la Jurisprudence, Utr. (in het Frans)
- 1779: Gronden der natuurlijke regtsgeleerdheid (vertaald door M.F. van Breda, Gouda 1783)
- 1777: Bedenkingen over het straffen van zekere schandelijke misdaad (anoniem)

Perrenot gaf ook geschriften van anderen uit.